# Белопегави овнић
Белопегави овнић (лат. Amata phegea, раније Syntomis phegea) је мољац из потпородице Arctiinae. Припада дневним лептирима.

## Опис
Распон крила му достиже 35–40 mm. Основна боја крила и тела му је црна са плавкастим сјајем, а на крилима има по девет белих тачкица са обе стране. Број и величина белих туфни се разликује, најчешће 6 туфни има на предњим крилима док су 2 туфне на задњим. Задња крила су много мања у односу на предња која су дуга и мале ширине. На врату и на трупу има по једну топло жуту пругу. Антене су му црне, дугачке и обично су беле на крају. Ларве су дужине до 5 цм, црнкастосиве и имају длаке организоване у гомиле, хране се биљном храном, често маслачком. Лутке су смеђе обојене, здепасте, прилепљене за подлогу.
Слични су му Syntomis ragazzii (Turati, 1917) и Zygaena ephialtes (Linnaeus, 1758). Овај други је отрован за птице и белопегави подражава његов изглед како би се спасао од грабљиваца (што се зове „мимикрија“).

## Распрострањеност
Белопегави овнић се најчешће среће у јужној Европи, али их има и на северу Немачке, на истоку га има до Анадолије и Кавказа. Одговарају им суве области, широки простори са шибљем и дрвећем, као и шуме.

## Порекло назива рода
Порекло назива рода Amata води од речи аmаtus, koja значи вољен.

## Слике
- Amata phegea, Rtanj
- Amata phegea, Rtanj
- Amata phegea, Rtanj
- Amata phegea, Rtanj
- Amata phegea, Rtanj
- Amata phegea, Rtanj
- Amata phegea, Rtanj
- Amata phegea, Rtanj
- Amata phegea, Rtanj
- Amata phegea, Rtanj
- Amata phegea, Rtanj
- Amata phegea, Rtanj
- Amata phegea, Rtanj